# Вайнер, Ханс
Ханс Ва́йнер (нем. Hans Weiner; 29 ноября 1950, Нойенкирхен, Северный Рейн-Вестфалия — 21 августа 2024, Берлин) — западногерманский футболист, играл на позиции защитника.

## Биография

### Игровая карьера
Вайнер в течение трёх сезонов играл за «Теннис Боруссия Берлин». В 1972 году перешёл в берлинскую «Герту», за которую дебютировал в Бундеслиге 16 сентября 1972 года в матче с дюссельдорфской «Фортуной» — «Герта» проиграла со счётом 2:3. В составе «Герты» он отыграл семь сезонов и стал ключевым игроком и любимцем болельщиков. В составе берлинского клуба он играл в двух финалах Кубка Германии в 1977 и 1979 годах.
В 1979 году Вайнер перешёл в «Баварию», в составе которой выиграл два чемпионских титула и Кубок Германии. За «Баварию» в Бундеслиге сыграл 91 матч и забил 2 гола. В 1982 году отправился в США, где подписал контракт с «Чикаго Стинг», за который играл в течение двух сезонов.
В 1984 году вернулся в Германию и играл за берлинскую «Герту» до 1986 года.

### Смерть
Скончался 21 августа 2024 года после продолжительной болезни в возрасте 73 лет.

## Достижения
«Бавария»
- Чемпион Германии (2): 1979/80, 1980/81
- Обладатель Кубка Германии (1): 1981/82